# 20th Century Fox Records
20th Century Fox Records (también conocida como 20th Fox Records y 20th Century Records, o simplemente 20th Century Fox Film Scores y Fox Records) fue un sello discográfico estadounidense subsidiaria de propiedad total del estudio de cine 20th Century Fox. La historia del sello tiene tres distintas etapas, todas vinculadas con 20th Century Fox, que van cronológicamente desde aproximadamente 1938 hasta 1981.

## Historia
20th Century Fox se formó mediante la fusión de Twentieth Century Pictures de Darryl F. Zanuck con Fox Film Corporation el 31 de mayo de 1935. Antes de la fusión, Fox Film Corporation utilizó un par de sellos discográficos de corta duración junto con su sistema de sonido Movietone. Aunque Movietone era un sistema de sonido dedicado para películas, entre 1929 y 1930 Fox produjo algunas bandas sonoras en discos para acompañar aquellas funciones exhibidas en cines que aún no poseían equipos para sonido óptico. Entre 1933 y 1937, se produjo un sello discográfico personalizado llamado Fox Movietone a partir de F-100 y hasta F-136. Incluía canciones de películas de Fox, primero utilizando material grabado y publicado en el sello de RCA Victor, Bluebird y, posteriormente, fue cambiado a materiales grabados y publicados en los sellos de la tienda de centavos de American Record Corporation. Estos escasos discos se vendieron solo en Fox Theatres.
En 1938, 20th Century Fox comenzó una nueva línea semiprivada de discos que empleaba etiquetas blancas con información mecanografiada o mimeografiada. Los números de matriz son variables, pero los primeros registros conocidos de esta línea corresponden a la película Sally, Irene and Mary (1938) y las últimas a The Gang's All Here (1943). Estos discos fueron limitados exclusivamente a aquellas producciones sonoras grabadas en los estudios de 20th Century Fox y se utilizaron solo con fines promocionales y como obsequios para el personal y los visitantes del propio estudio.
Después de que esta producción fuese descontinuada, 20th Century Fox estuvo fuera de la producción discográfica durante unos 15 años, aunque su división de música se mantuvo muy activa, con la concesión de licencias de musicales y bandas sonoras para su uso en álbumes de otras compañías, como la de la película de 1956 El rey y yo, lanzada por Capitol Records. El estudio también tuvo éxito en la década de 1950 con películas protagonizadas por los cantantes Elvis Presley y Pat Boone, con Presley haciendo su debut cinematográfico en Love Me Tender (1956) y Boone debutando en Bernardine y luego con April Love (ambas de 1957).
Fox estableció una compañía discográfica en Sudáfrica e inició conversaciones con Roulette Records para formar una sociedad en Estados Unidos., pero las conversaciones fracasaron y Fox decidió establecer su propia compañía.

### 20th Fox Records
20th Fox Records se estableció en 1958 con Henry Onorati a la cabeza. Onorati fue contratado proveniente de Dot Records para dirigir el nuevo sello. Él trajo consigo "Carol of the Drum", un villancico navideño de Katherine K. Davis el cual había sido grabado en Dot pero no fue lanzado. Fue rediseñado como «The Little Drummer Boy» y publicado en 20th Fox como sencillo por el coro de Harry Simeone. Se convirtió en un estándar navideño en poco tiempo y puso al sello en una base sólida. Durante la época de Onorati, 20th Fox estaba en su punto más ambicioso; los álbumes estaban orientados hacia una audiencia adulta, mientras que los sencillos intentaron, sin mucho éxito, romper las listas de ventas.
Los álbumes de 20th Fox aparecían a menudo con empaques de lujo, y en algunas ocasiones los álbumes de las bandas sonoras de las películas presentaban narraciones o se unían con diálogos de las películas, lo que no se había hecho antes en los discos.
Otros lanzamientos, aquellos z Glenn Miller, George Gershwin y Shirley Temple, se obtuvieron de elementos de películas de bóveda. 20th Fox también presentó nuevos álbumes de artistas veteranos como Eubie Blake, Claude Hopkins y Stuff Smith; Hugo Winterhalter hizo su debut como líder en 20th Fox.
En 1962, Onorati renunció a 20th Fox y volvió a Dot; su último proyecto en 20th Fox fue el álbum de la banda sonora de la película El día más largo. Onorati fue reemplazado por Basil J. Bova.

### 20th Century Fox Records
Al asumir el puesto en 20th Fox, la primera acción de Basil Bova fue aclarar los rumores acerca de que el sello planeaba fusionarse con Cameo-Parkway Records. En mayo de 1963, Bova cambió el nombre de 20th Fox Records a 20th Century-Fox Records y el diseño del sello fue renovado incorporando el logotipo del estudio de cine. 20th Century Fox fue inusual en el sentido de que su programación de sencillos y álbumes funcionaban por separado; mientras que los sencillos explotaban el pop y el contenido novedoso, los álbumes eran considerablemente más enfocado en adultos y representaban una continuación del plan que Onorati había ideado originalmente para el sello. Las excepciones son álbumes con base en sencillos exitosos, como Sing We Now of Christmas, que incluía «The Little Drummer Boy» de The Harry Simeone Chorale, Navy Blue de Diane Renay y dos álbumes de Mary Wells, que disfrutó de cinco éxitos en la mitad de las listas en 1964 y 1965.
Bova anticipó que el álbum de la banda sonora de la película Cleopatra (1963) sería "un éxito total de taquilla". Siendo lanzada dos meses antes del estreno de la película, en junio de 1963, la banda sonora debutó en el puesto número 2 en la lista de álbumes de Billboard y se vendió de manera estable. Pero la película empezó con pérdidas tan grandes que se realizaron ajustes que se sintieron en todo el estudio, y en 1965 llegaron al sello discográfico. 20th Century Fox cerró su división de noticieros en 1963, cortando el acceso del sello al audio documental, para su uso en una serie de álbumes actuales, e ideas tentativas para diversificarse en música folclórica y el rock psicodélico se detuvieron por completo.
Desde 1966, ABC Records se encargó de la distribución de 20th Century Fox Records; el sello solo publicó LP de bandas sonoras, pero también tuvo brevemente una subsidiaria de presupuesto, Movietone Records, para manejar el catálogo anterior.
20th Century Fox Records tuvo otro álbum exitoso con la banda sonora de El valle de las muñecas (1967), aunque no contenía la versión de Dionne Warwick del sencillo de la película. También lanzaron la banda sonora de Hello Dolly (1969), protagonizada por Barbra Streisand, entre otros proyectos relacionados con el cine.
En 1970, el estudio 20th Century Fox cerró el sello discográfico, aunque ABC Records siguió distribuyendo The Little Drummer Boy, una nueva versión de Sing We Now of Christmas.

### 20th Century Records

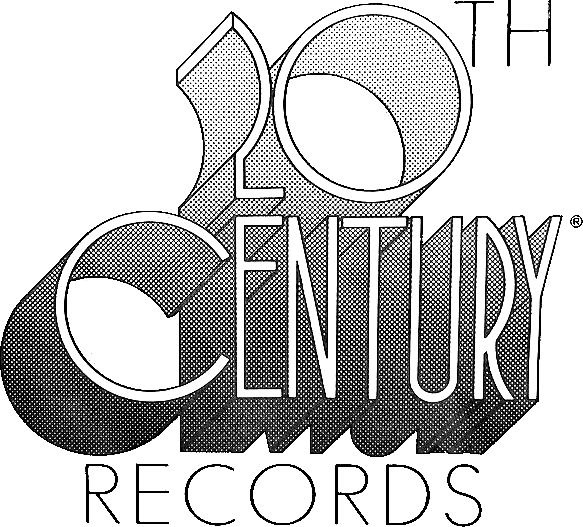
Logo de 20th Century Records, c. 1972

El sello estuvo inactivo (con ABC Records distribuyendo el catálogo del sello durante ese tiempo) desde 1970 hasta principios de 1972, cuando Russ Regan revivió el sello como 20th Century Records, con un presupuesto de $ 1 millón por año, durante los primeros 3 años.
Las primeras tres firmas con el recién renombrado sello fueron The DeFranco Family, Maureen McGovern y Barry White; sin embargo, Brighter Side of Darkness le dio al sello su primer disco exitoso en 1973 con Love Jones. El sello también tuvo otros grandes éxitos con la The Love Unlimited Orchestra, de Barry White, Love Unlimited, Carl Douglas (conocido por la canción "Kung Fu Fighting"), Edwin Starr, Stephanie Mills, Leon Haywood, Carl Carlton y la banda sonora de Star Wars Episodio IV en 1977. El sello también lanzó el álbum debut de The Alan Parsons Project en 1976 en la mayor parte del mundo, exceptuando Europa.

### Otros proyectos
La compañía también relanzó la grabación del coro de Harry Simeone de «Little Drummer Boy», y el álbum en el que apareció por primera vez, Sing We Now of Christmas, luego reeditado como The Little Drummer Boy (esto fue parte de la primera era del sello en 1958). Se convirtió en el álbum navideño más vendido de todos los tiempos. Los derechos fueron adquiridos más tarde por PolyGram, que lo lanzó en CD en 1988, con el sello Mercury Records.
Entre las bandas sonoras de películas lanzados por 20th Century Fox Records estaban los de Zorba, el griego, La Biblia, Doctor Dolittle y Patton, todas ellas películas de 20th Century Fox. Sin embargo, el sello no publicó los álbumes de banda sonora de ninguna de las películas de Rodgers y Hammerstein que fueron lanzadas por el estudio. En cambio, los álbumes hechos de cinco de estas películas fueron lanzados por Capitol Records (¡Oklahoma! y Carousel debido al contrato de grabación de la estrella Shirley Jones y The King and I debido a las obligaciones contractuales de Yul Brynner), y los dos álbumes restantes por RCA Victor (South Pacific y The Sound of Music debido a los contratos de grabación de las estrellas Mitzi Gaynor y Julie Andrews con ese sello). Años más tarde, los álbumes de Capitol reaparecieron en CD en versiones ampliadas emitidas por Angel Records (las versiones cinematográficas de Oklahoma y South Pacific, aunque lanzadas en formato roadshow por Magna Corporation, fueron lanzadas en general por 20th Century Fox).

### Años posteriores
En 1966, Fox llegó a un acuerdo con ABC Records para su distribución y hasta 1970, esta asociación tuvo éxito. En 1970, con la empresa matriz 20th Century Fox en problemas financieros (lo que eventualmente llevó al descontento que resultó en la expulsión de Darryl Zanuck), la nueva producción de la compañía discográfica se redujo a cero. Aunque los álbumes que se habían estado vendiendo fueron distribuidos por ABC Records, no apareció ningún producto nuevo y 20th Century-Fox cerró su subsidiaria discográfica.
Fue reactivada en 1972 como 20th Century Records y diseñó una nueva etiqueta azul inteligente con un nuevo logotipo. Russ Regan, un veterano "record man", se convirtió en el nuevo jefe del sello, un movimiento que aumentó considerablemente su credibilidad en el negocio. La promoción también parecía mejor, ya que los dos primeros sencillos emitidos por la nueva encarnación llegaron a las listas. Su artista más vendido en ese momento, Barry White, obtuvo dos éxitos número uno con «Love's Theme» con Love Unlimited Orchestra y su propio «Can't Get Enough of Your Love, Babe». 20th Century-Fox había presupuestado un millón de dólares al año durante tres años para respaldar el sello revivido, pero comenzó a pagar su propio camino después de solo seis meses.
En 1976, Russ Regan se fue para formar su propio sello Parachute Records, que fue distribuido por Casablanca Records (Regan integró Parachute a mediados de 1979 e, irónicamente, Casablanca redistribuiría más tarde el catálogo anterior de 20th Century después de que PolyGram comprara el sello). Barry White luego creó su propio sello, Unlimited Gold Records, a través de CBS, que había realizado las tareas urgentes de 20th desde 1972, después de que decidió no renovar su contrato con Fox en 1978.
La compañía volvió a 20th Century-Fox Records con una nueva de etiqueta con el logotipo del estudio de cine y lanzó un nuevo acuerdo de distribución para Chi Sound Records de Carl Davis en 1978 después de dejar su acuerdo con United Artists Records. En 1979, RCA Records se hizo cargo de la distribución del sello.

### Cierre
El sello estuvo activo hasta 1981 y su control administrativo y operacional se vendió a PolyGram en abril de 1982, mientras que la compañía adquirió el catálogo en julio. El magnate petrolero Marvin Davis, que había adquirido 20th Century Fox, no estaba interesado en la discográfica, de ahí su venta. Todo su catálogo y contratos para los artistas actuales,incluidos Stephanie Mills, Dusty Springfield y Carl Carlton, se incorporaron y se convirtieron en parte del sello Casablanca Records, que PolyGram había comprado en 1977.
Universal Music Group, sucesor de PolyGram, ahora posee el antiguo catálogo de 20th Century-Fox Records con reediciones manejadas por Universal Music Enterprises (UMe), que se hizo cargo de la distribución de Mercury, que absorbió en 2014. Las bandas sonoras que posee 20th Century Fox están controladas por Fox Music (ahora Hollywood Records), pero a menudo se otorgan bajo licencia a otras entidades para su reemisión.

## Fox Music
El nuevo sello de Fox fue lanzado en 1992 como Fox Records en una empresa conjunta con BMG Music. Uno de los artistas del sello fue Jamie Foxx. Se dobló de nuevo en 1995.
Fox Music otorgó licencias de música escuchada en largometrajes o programas de televisión de Fox a otras compañías discográficas. Por ejemplo, los derechos de la banda sonora de la película Titanic están licenciados a Sony Music. Además, los álbumes del elenco de Glee tienen licencia para Columbia Records de Sony Music en una empresa 50/50 con 20th Century Fox. Estos álbumes se publicaron con el sello 20th Century Fox TV Records, que se lanzó en 2009 y fue distribuido por Columbia Records.
En 2019, Fox Music fue absorbida por Disney Music Group tras la absorción de la empresa matriz 21st Century Fox por parte de The Walt Disney Company. Disney Music Group es distribuido por Universal Music, propietaria del catálogo de 20th Century Fox Records.

## Artistas
- Al Martino
- Alan Parsons Project
- Ambrosia
- Richard Barrett
- Big Country
- Brighter Side of Darkness
- Carl Carlton
- Gene Chandler
- Patti Dahlstrom
- DeFranco Family
- Carl Douglas
- The Emotions
- The Exciters
- Fire & Rain
- Leif Garrett
- Byrdie Green
- Harry Simeone Chorale
- Leon Haywood
- Patti Hendrix
- Dan Hill
- Honk
- Lena Horne
- The Impalas
- Ahmad Jamal
- Jigsaw
- Kitty Kallen
- Kinsman Dazz
- Love Unlimited
- Frankie Lymon
- Mahogany Rush
- Peter McCann
- Maureen McGovern
- Milan the Leather Boy
- Stephanie Mills
- Nite City
- Kenny Nolan
- Jim Photoglo
- Genya Ravan
- Diane Renay
- Rhyze
- Rubicon
- Harriet Schock
- Dusty Springfield
- Edwin Starr
- Evelyn Thomas
- Triple S Connection
- Mary Wells
- Adam West
- Barry White y la Love Unlimited Orchestra
- Betty Grable